# Agrostophyllum djararatense
Agrostophyllum djararatense är en orkidéart som beskrevs av Rudolf Schlechter. Agrostophyllum djararatense ingår i släktet Agrostophyllum och familjen orkidéer.
Artens utbredningsområde är Sumatera. Inga underarter finns listade i Catalogue of Life.